# Mino Cinelu
Mino Cinelu, właśc. Dominique Cinelu (ur. 10 marca 1957 w Saint-Cloud) – francuski muzyk specjalizujący się w grze na instrumentach perkusyjnych, kompozytor i producent muzyczny.

## Życiorys
Jego ojciec pochodził z Martyniki. Pierwszymi instrumentami, na których nauczył się grać były gitara oraz instrumenty perkusyjne. Gra również na bandoneonie i flecie.
Światową sławę perkusisty zyskał w roku 1981, biorąc udział w trasie koncertowej Milesa Davisa (wówczas pierwszej, po pięcioletniej przerwie) oraz tworząc wraz z Alem Fosterem i Marcusem Millerem sekcję rytmiczną na podwójnym albumie Davisa We Want Miles, który był zapisem z kilku koncertów tej trasy. W tym okresie współpracował też z Weather Report, m.in. na płycie Sportin' Life und This Is This! grając również na gitarze.
Występował z wieloma uznanymi artystami i zespołami jazzowymi oraz popowymi, jak m.in. Dizzy Gillespie, Gil Evans, Pat Metheny, Cassandra Wilson, Herbie Hancock, Antônio Carlos Jobim, Wayne Shorter, Branford Marsalis, Al Di Meola, Paquito D’Rivera, Geri Allen, Gato Barbieri, George Duke, Marcus Miller, Christian McBride, Jacky Terrasson, Eliane Elias, Robin Eubanks, Nguyên Lê, David Sanborn, Toots Thielemans, Pino Daniele, Andy Summers, Sting, Carlos Santana, Tori Amos, Laurie Anderson, Lou Reed, Tracy Chapman, Sophie B. Hawkins, Duncan Sheik, Michael Franks, Peter Gabriel, Joe Cocker, Elton John, Salif Keïta, Chaka Khan, Curtis Mayfield, Joni Mitchell, Youssou N’Dour, Bonnie Raitt, Patti Smith, James Taylor, Stevie Wonder, Emmylou Harris, Charles Aznavour, Dave Holland, Kenny Barron, Kevin Eubanks oraz Bill Frisell.
Jest dwukrotnym zdobywcą nagród Grammy. Od dawna współpracuje z Anną Marią Jopek – zagrali wspólnie na Jazz Jamboree w 2003 roku, zagrał na jej płytach Upojenie z Patem Methenym, Farat, Niebo oraz ID. W 2007 roku wystąpił też na albumie Marka Napiórkowskiego Wolno.

## Dyskografia
(płyty firmowane nazwiskiem Mino Cinelu):
- Mino Cinelu (1999)
- Quest Journey (2001)